# Діскаверер-2
«Діскаверер-2» — американський прототип розвідувального супутника серії KH-1 (англ. Key Hole — замкова шпарина), що запускались за програмою «Корона». Космічний апарат не мав фотокамери. Перший космічний апарат зі стабілізацією за трьома осями. Перший апарат, що маневрував у космосі за командами з Землі. Перше відокремлення спускного апарата за командою з Землі. Перша спроба спуску на Землю капсули для відзнятої плівки.

## Опис
Апарат у формі циліндра було змонтовано у верхній частині ступеня «Аджена-А», тому бувають розбіжності в масі і розмірах — іноді супутником вважають увесь ступінь. Довжина «Аджени-А» разом із супутником становила 5,85 м, діаметр 1,5 м. Загальна маса ступеня із супутником після відокремлення другого ступеня разом із паливом становила приблизно 3800 кг. Без палива апарат важив 743 кг, з них 111 кг — маса приладів і 88 кг маса спускної капсули. Апарат мав 97 приладів для відстеження параметрів польоту, живлення забезпечували нікель-кадмієві акумулятори. Апарат мав передавач телеметричних даних і радіомаяк для відстеження траєкторії. 15 каналів телеметрії використовувались для передачі параметрів, отриманих під час польоту, зокрема 28 про зовнішнє середовище, 34 про траєкторію та управління, 18 про роботу другого ступеня, 9 про спускну капсулу. Орієнтація апарата здійснювалась газовими двигунами на азоті.
Капсула діаметром 84 см довжиною 69 см мала парашут, випробувальну систему життєзабезпечення, вимірювачі інтенсивності і складу космічних променів для перевірки можливого впливу на плівку майбутніх фотоапаратів, радіомаяк. Капсулу мав упіймати спеціально обладнаний літак під час спуску на парашуті, у випадку невдачі капсула могла плавати на поверхні океану.

## Політ
13 квітня 1959 року о 21:18 UTC ракетою-носієм Тор-Аджена-А з бази Ванденберг було запущено Діскаверер-2 на полярну орбіту висотою 239—346 км. 14 квітня, після 17 обертів, було відокремлено спускну капсулу, що мала спуститись на парашуті біля Гавайських островів, однак годинниковий механізм спрацював раніше і капсула, як припускали, спустилась на острів Шпіцберген на північному полярному колі. Офіцери ВПС США не виявили капсули, що стало підставою підозрювати СРСР у перехопленні. Випадок став основою для роману й однойменної екранізації «Крижана станція „Зебра“» (англ. Ice Station Zebra).
Телеметрія працювала до 14 квітня. Головний радіомаяк надсилав сигнали до 21 квітня. Апарат зійшов з орбіти 26 квітня.